# Hiranai
Hiranai (jap. 平内町 Hiranai-machi) ist eine Stadt (-machi) im Higashitsugaru-gun („Kreis Ost-Tsugaru“) der japanischen Präfektur Aomori. Hiranai liegt an der Mutsu-Bucht (Mutsu-wan) an der Nordspitze der Hauptinsel Honshū.
Holzwirtschaft und Fischerei sind die bestimmenden Wirtschaftsfaktoren von Hiranai.
Der Name stammt von den Ainu-Wörtern von pira ‚Kliff‘ und nay ‚Fluss‘ auf Grund der Lage in einem Flusstal auf der Natsudomari-Halbinsel. Für die japanische Umschrift wurden die Zeichen für 平 hira, deutsch ‚flach‘ und 内 nai, deutsch ‚innen‘ gewählt.

## Geschichte
Bei der Reorganisation des japanischen Gemeindewesens zum 1. April 1889 wurden die Dorfgemeinden Higashi-Hiranai (東平内村 -mura, deutsch ‚Ost-Hiranai‘), Naka-Hiranai (中平内村 -mura, deutsch ‚Mittel-Hiranai‘) und Nishi-Hiranai (西平内村 -mura, deutsch ‚West-Hiranai‘) eingerichtet. Zum 1. Oktober 1928 wurde Naka-Hiranai zur Stadtgemeinde (Machi) Kominato (小湊町) erhoben.
Im Rahmen des Zweiten Weltkriegs wurde am 15. Juli 1945 vor der Nordküste des Dorfes durch die United States Army Air Forces (USAAF) ein Schiff versenkt, wobei 3 Menschen getötet und 9 verletzt wurden (siehe Luftangriffe auf Japan).
Hiranai entstand am 31. März 1955 aus der Zusammenlegung aller drei Gemeinden.

## Verkehr
- Straße:
  - Nationalstraße 4
- Zug:
  - Aoimori Tetsudō: nach Aomori und Hachinohe

## Angrenzende Städte und Gemeinden

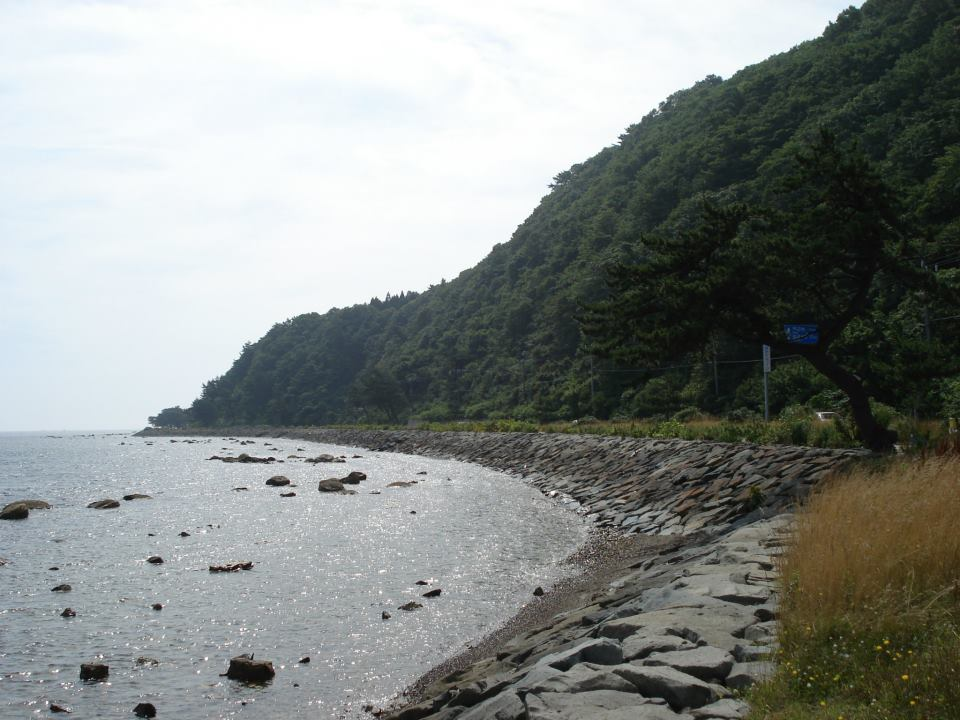
Tsubakiyama-Küste

- Aomori

## Söhne und Töchter der Stadt
- Kazunari Sasaki (* 1962), Skilangläufer